# Verstärkte Zusammenarbeit
Die Verstärkte Zusammenarbeit ist ein politischer Mechanismus der Europäischen Union, der eine abgestufte Integration auf der Ebene des Sekundärrechts erlaubt: Eine Gruppe von Mitgliedstaaten kann dadurch gemeinsame Regelungen einführen, ohne dass sich die anderen Staaten daran beteiligen müssen. Der Mechanismus wurde mit dem Vertrag von Amsterdam eingeführt und mit den Verträgen von Nizza und Lissabon geändert. Er kann für alle Politikbereiche der Europäischen Union angewandt werden, die nicht in der ausschließlichen Zuständigkeit der Europäischen Union liegen. Tatsächlich angewandt wurde die verstärkte Zusammenarbeit erstmals 2010, als 14 Staaten sich auf eine gemeinsame Neuregelung des Scheidungsrechts einigten. Mit der Errichtung einer verstärkten Zusammenarbeit im Bereich des EU-Patents im März 2011 wurde dieses Instrument erstmals auch im Bereich des Binnenmarktes angewandt.
Auch zuvor hatte es Beispiele für abgestufte Integrationsschritte auf der Ebene des Primärrechts gegeben, etwa das Schengener Abkommen, die Europäische Währungsunion und das Sozialprotokoll zum Vertrag von Maastricht. Dabei wurden jedoch andere rechtliche Grundlagen angewandt; sie sind also keine Beispiele für eine Verstärkte Zusammenarbeit im Sinne dieses Mechanismus. Dasselbe gilt für die Ständige Strukturierte Zusammenarbeit (PESCO) im Rahmen der Gemeinsamen Sicherheits- und Verteidigungspolitik.

## Entstehung
Aufgrund unterschiedlicher europapolitischer Vorstellungen und Leitbilder streben die Mitgliedstaaten häufig ein unterschiedliches Maß an Integration an bzw. ziehen hierbei unterschiedliche Geschwindigkeiten vor. Von jeher strebten die integrationsbereiteren Mitgliedstaaten daher danach, in bestimmten Politikbereichen ggf. auch ohne Mitwirkung der skeptischeren Länder zu kooperieren.
Vorbild für die verstärkte Zusammenarbeit waren andere Aspekte der abgestuften Integration. Das bekannteste Beispiel ist das Schengener Abkommen, an dem ursprünglich von den damals 10 EG-Staaten nur fünf teilnahmen (Deutschland, Frankreich, Belgien, Niederlande, Luxemburg) und das sich gänzlich außerhalb des EU-Rechtsrahmens befand. Mit dem Vertrag von Amsterdam wurde es als Verstärkte Zusammenarbeit besonderer Art in den EU-Rechtsrahmen einbezogen (sog. Schengen-Besitzstand) und ist auch heute in nur 25 von inzwischen 27 Mitgliedstaaten gültig. Nicht beteiligt sind das 2004 beigetretene Zypern und die Republik Irland, für die Sonderregelungen gelten. Das im Jahr 2020 aus der EU ausgetretene Großbritannien war ebenfalls nie beteiligt. Siehe Hauptartikel → Schengen-Raum.
Auch für die Europäische Wirtschafts- und Währungsunion ist unmittelbar in den Verträgen geregelt, dass jene Staaten teilnehmen dürfen und müssen, die die Konvergenzkriterien erfüllen. Dänemark und das Vereinigte Königreich erlangten ein Opt-out-Recht, das in einem Zusatzprotokoll zum AEU-Vertrag verankert ist.
Aufgrund dieser (und noch einiger anderer) Vorbilder wurde im Vertrag von Amsterdam ein spezielles Verfahren der verstärkten Zusammenarbeit geschaffen, das den Mitgliedern eine stärkere Nutzung des institutionellen Rahmens der EU ermöglicht, ohne dass die Verträge mit Zustimmung aller Mitgliedstaaten geändert werden müssen (wie bei der Einführung der Wirtschafts- und Währungsunion oder bei der Einbeziehung des Schengener Abkommens in den EU-Rechtsrahmen).

## Genehmigungsvoraussetzungen
Die materiellen Voraussetzungen für eine verstärkte Zusammenarbeit sind in Art. 20 EU-Vertrag, Art. 326, Art. 327 und Art. 329 AEU-Vertrag geregelt. Diese sind:
- Zusammenarbeit im Bereich der Kompetenzen der Europäischen Union, ohne in ihre ausschließliche Zuständigkeit zu fallen,
- Ausrichtung der Zusammenarbeit auf eine Förderung der Ziele der Europäischen Union, den Schutz ihrer Interessen und die Stärkung des Integrationsprozesses,
- Beachtung der Verträge und des Acquis communautaire,
- keine Beeinträchtigung des Europäischen Binnenmarkts oder des Handels zwischen den Mitgliedstaaten,
- keine Beeinträchtigung des wirtschaftlichen und sozialen Zusammenhalts in der Europäischen Union,
- keine Verzerrung des Wettbewerbs,
- Teilnahme von mindestens 9 Mitgliedstaaten (Vertrag von Nizza: 8),
- Beachtung der Zuständigkeit, Rechte und Pflichten der nicht teilnehmenden Mitgliedstaaten.

Eine Verstärkte Zusammenarbeit ist ultima ratio. Sie darf nur bewilligt werden, wenn ihre Ziele im allgemeinen Rahmen nicht oder nicht in vertretbarem Zeitraum erreicht werden können.
Eine Verstärkte Zusammenarbeit darf die Zuständigkeiten der Europäischen Union nicht ausdehnen und stützt sich auf die dieser bereits zugestandenen Kompetenztatbestände. Es gelten auch im Rahmen der Verstärkten Zusammenarbeit die Beschlussfassungserfordernisse (qualifizierte Mehrheit, Einstimmigkeit, …), die in den Verträgen selbst genannt sind. Jedoch hat hier der Vertrag von Lissabon eine wesentliche Änderung gebracht: Die Passerelle-Klausel, die einen Übergang von der Einstimmigkeit zur qualifizierten Mehrheit erlaubt, ist nunmehr auch im Rahmen der Verstärkten Zusammenarbeit anwendbar. So können gemäß Art. 333 AEU-Vertrag im Rahmen der Verstärkten Zusammenarbeit Beschlüsse mit qualifizierter Mehrheit gefasst werden, die außerhalb derselben der Einstimmigkeit bedürften. Dasselbe gilt mit Blick auf im Vertrag noch vorhandene besondere Gesetzgebungsverfahren, von denen die verstärkt zusammenarbeitenden Staaten zum ordentlichen Verfahren wechseln dürfen.

## Genehmigungsverfahren
Das Genehmigungsverfahren für die verstärkte Zusammenarbeit ist in Art. 329 AEU-Vertrag geregelt.
Die betreffenden Mitgliedstaaten reichen den Antrag auf Genehmigung der verstärkten Zusammenarbeit bei der Kommission ein, die ihn ggf. dem Rat zur Entscheidung vorlegt. Der Rat entscheidet hierüber mit qualifizierte Mehrheit und nach Zustimmung des Europäischen Parlaments. Für eine verstärkte Zusammenarbeit im Rahmen der gemeinsamen Außen- und Sicherheitspolitik gelten nach Art. 329 Abs. 2 AEU-Vertrag besondere Bestimmungen. Hier ist der Antrag direkt an den Rat zu richten, welcher dann einstimmig entscheiden muss. Das Europäische Parlament muss hier nicht zustimmen; es wird nur unterrichtet.

## Durchführung der verstärkten Zusammenarbeit
Die auf einem bestimmten Gebiet verstärkt zusammenarbeitenden Mitgliedstaaten können hierfür die Organe, Verfahren und Mechanismen der EU in Anspruch nehmen. Für die Beschlussfassung im Rat der Europäischen Union gelten gemäß Art. 330 AEU-Vertrag grundsätzlich die allgemeinen Vorschriften, jedoch nehmen an ihr nur die Vertreter der an der verstärkten Zusammenarbeit beteiligten Staaten teil. Die nichtbeteiligten Mitgliedstaaten können lediglich an den Beratungen teilnehmen. Im Europäischen Parlament, in der Kommission und in den anderen Organen nehmen alle Mitglieder an den Beratungen und Abstimmungen teil.
Die gefassten Beschlüsse binden nur die teilnehmenden Staaten. Die übrigen EU-Mitglieder dürfen ihre Durchführung aber nicht behindern.
Die Finanzierung der operativen Kosten der verstärkten Zusammenarbeit werden gemäß Art. 332 AEU-Vertrag grundsätzlich nur von den teilnehmenden Staaten getragen; der Rat kann aber nach Anhörung des Parlaments einstimmig etwas anderes beschließen. Die Verwaltungskosten der beteiligten Organe werden indes, auch soweit sie durch verstärkte Zusammenarbeit entstehen, aus dem allgemeinen Haushalt finanziert.
Jeder Mitgliedstaat kann sich gemäß Art. 328 AEU-Vertrag jederzeit – gegebenenfalls nach Erfüllung gewisser Voraussetzungen – an der verstärkten Zusammenarbeit beteiligen.

## Ausschüsse im Europäischen Parlament
Das Wort verstärkte Zusammenarbeit beschreibt außerdem die Zusammenarbeit von Ausschüssen im Europäischen Parlament. Artikel 47 („Verfahren mit assoziierten Ausschüssen“) der Geschäftsordnung des Europäischen Parlaments regelt die Zusammenarbeit zwischen Ausschüssen in Sachen Zeitplan, Berichterstatter, betroffenen Vorsitzenden, Änderungsanträge und Vermittlungsverfahren.